# Brani musicali al numero uno in Finlandia (2011)
Questa è la lista delle canzoni al numero uno in Finlandia nel 2011 secondo la Suomen virallinen lista. 
L'elenco a sinistra (Suomen virallinen singlelista, "Classifica finlandese ufficiale dei singoli") rappresenta l'elenco dei singoli più venduti sia fisicamente sia online mentre quella a sinistra (Suomen virallinen latauslista, "Classifica finlandese ufficiale del download") rappresenta la classifica dei singoli venduti solamente online.

## Classifica
| Suomen virallinen singlelista | Suomen virallinen singlelista | Suomen virallinen singlelista       | Suomen virallinen singlelista |  | Suomen virallinen latauslista | Suomen virallinen latauslista | Suomen virallinen latauslista       | Suomen virallinen latauslista |
| Settimana                     | Canzone                       | Artista/i                           | Nota                          |  | Settimana                     | Canzone                       | Artista/i                           | Nota                          |
| ----------------------------- | ----------------------------- | ----------------------------------- | ----------------------------- |  | ----------------------------- | ----------------------------- | ----------------------------------- | ----------------------------- |
| Settimana 1 (4 gennaio)       | Missä muruseni on             | Jenni Vartiainen                    | [ 1 ]                         |  | Settimana 1                   | Missä muruseni on             | Jenni Vartiainen                    | [ 2 ]                         |
| Settimana 2 (11 gennaio)      | Missä muruseni on             | Jenni Vartiainen                    | [ 3 ]                         |  | Settimana 2                   | Missä muruseni on             | Jenni Vartiainen                    | [ 4 ]                         |
| Settimana 3 (18 gennaio)      | Hold It Against Me            | Britney Spears                      | [ 5 ]                         |  | Settimana 3                   | Hold It Against Me            | Britney Spears                      | [ 6 ]                         |
| Settimana 4 (25 gennaio)      | Selvä päivä                   | Petri Nygård (feat. Lord Est)       | [ 7 ]                         |  | Settimana 4                   | Selvä päivä                   | Petri Nygård (feat. Lord Est)       | [ 8 ]                         |
| Settimana 5 (1º febbraio)     | Selvä päivä                   | Petri Nygård (feat. Lord Est)       | [ 9 ]                         |  | Settimana 5                   | Selvä päivä                   | Petri Nygård (feat. Lord Est)       | [ 10 ]                        |
| Settimana 6 (8 febbraio)      | Selvä päivä                   | Petri Nygård (feat. Lord Est)       | [ 11 ]                        |  | Settimana 6                   | Selvä päivä                   | Petri Nygård (feat. Lord Est)       | [ 12 ]                        |
| Settimana 7 (15 febbraio)     | Born This Way                 | Lady Gaga                           | [ 13 ]                        |  | Settimana 7                   | Born This Way                 | Lady Gaga                           | [ 14 ]                        |
| Settimana 8 (22 febbraio)     | Born This Way                 | Lady Gaga                           | [ 15 ]                        |  | Settimana 8                   | Born This Way                 | Lady Gaga                           | [ 16 ]                        |
| Settimana 9 (1º marzo)        | On the Floor                  | Jennifer Lopez (feat. Pitbull)      | [ 17 ]                        |  | Settimana 9                   | On the Floor                  | Jennifer Lopez (feat. Pitbull)      | [ 18 ]                        |
| Settimana 10 (8 marzo)        | On the Floor                  | Jennifer Lopez (feat. Pitbull)      | [ 19 ]                        |  | Settimana 10                  | On the Floor                  | Jennifer Lopez (feat. Pitbull)      | [ 20 ]                        |
| Settimana 11 (15 marzo)       | On the Floor                  | Jennifer Lopez (feat. Pitbull)      | [ 21 ]                        |  | Settimana 11                  | On the Floor                  | Jennifer Lopez (feat. Pitbull)      | [ 22 ]                        |
| Settimana 12 (22 marzo)       | On the Floor                  | Jennifer Lopez (feat. Pitbull)      | [ 23 ]                        |  | Settimana 12                  | On the Floor                  | Jennifer Lopez (feat. Pitbull)      | [ 24 ]                        |
| Settimana 13 (29 marzo)       | On the Floor                  | Jennifer Lopez (feat. Pitbull)      | [ 25 ]                        |  | Settimana 13                  | On the Floor                  | Jennifer Lopez (feat. Pitbull)      | [ 26 ]                        |
| Settimana 14 (5 aprile)       | On the Floor                  | Jennifer Lopez (feat. Pitbull)      | [ 27 ]                        |  | Settimana 14                  | On the Floor                  | Jennifer Lopez (feat. Pitbull)      | [ 28 ]                        |
| Settimana 15 (12 aprile)      | On the Floor                  | Jennifer Lopez (feat. Pitbull)      | [ 29 ]                        |  | Settimana 15                  | On the Floor                  | Jennifer Lopez (feat. Pitbull)      | [ 30 ]                        |
| Settimana 16 (19 aprile)      | On the Floor                  | Jennifer Lopez (feat. Pitbull)      | [ 31 ]                        |  | Settimana 16                  | On the Floor                  | Jennifer Lopez (feat. Pitbull)      | [ 32 ]                        |
| Settimana 17 (26 aprile)      | Vääryyttä!!1!                 | Apulanta                            | [ 33 ]                        |  | Settimana 17                  | On the Floor                  | Jennifer Lopez (feat. Pitbull)      | [ 34 ]                        |
| Settimana 18 (3 maggio)       | On the Floor                  | Jennifer Lopez (feat. Pitbull)      | [ 35 ]                        |  | Settimana 18                  | On the Floor                  | Jennifer Lopez (feat. Pitbull)      | [ 36 ]                        |
| Settimana 19 (10 maggio)      | Häissä                        | Jare & VilleGalle                   | [ 37 ]                        |  | Settimana 19                  | Häissä                        | Jare & VilleGalle                   | [ 38 ]                        |
| Settimana 20 (17 maggio)      | Poika (saunoo)                | Poju                                | [ 39 ]                        |  | Settimana 20                  | Poika (saunoo)                | Poju                                | [ 40 ]                        |
| Settimana 21 (24 maggio)      | Poika (saunoo)                | Poju                                | [ 41 ]                        |  | Settimana 21                  | Poika (saunoo)                | Poju                                | [ 42 ]                        |
| Settimana 22 (31 maggio)      | Poika (saunoo)                | Poju                                | [ 43 ]                        |  | Settimana 22                  | Poika (saunoo)                | Poju                                | [ 44 ]                        |
| Settimana 23 (7 giugno)       | Poika (saunoo)                | Poju                                | [ 45 ]                        |  | Settimana 23                  | Poika (saunoo)                | Poju                                | [ 46 ]                        |
| Settimana 24 (14 giugno)      | Poika (saunoo)                | Poju                                | [ 47 ]                        |  | Settimana 24                  | Poika (saunoo)                | Poju                                | [ 48 ]                        |
| Settimana 25 (21 giugno)      | Poika (saunoo)                | Poju                                | [ 49 ]                        |  | Settimana 25                  | Poika (saunoo)                | Poju                                | [ 50 ]                        |
| Settimana 26 (28 giugno)      | Poika (saunoo)                | Poju                                | [ 51 ]                        |  | Settimana 26                  | Poika (saunoo)                | Poju                                | [ 52 ]                        |
| Settimana 27 (5 luglio)       | Reggaerekka                   | Lord Est (feat. Petri Nygård)       | [ 53 ]                        |  | Settimana 27                  | Reggaerekka                   | Lord Est (feat. Petri Nygård)       | [ 54 ]                        |
| Settimana 28 (12 luglio)      | Reggaerekka                   | Lord Est (feat. Petri Nygård)       | [ 55 ]                        |  | Settimana 28                  | Reggaerekka                   | Lord Est (feat. Petri Nygård)       | [ 56 ]                        |
| Settimana 29 (19 luglio)      | Silkkii                       | Jukka Poika                         | [ 57 ]                        |  | Settimana 29                  | Silkkii                       | Jukka Poika                         | [ 58 ]                        |
| Settimana 30 (26 luglio)      | Silkkii                       | Jukka Poika                         | [ 59 ]                        |  | Settimana 30                  | Silkkii                       | Jukka Poika                         | [ 60 ]                        |
| Settimana 31 (2 agosto)       | Silkkii                       | Jukka Poika                         | [ 61 ]                        |  | Settimana 31                  | Silkkii                       | Jukka Poika                         | [ 62 ]                        |
| Settimana 32 (9 agosto)       | Silkkii                       | Jukka Poika                         | [ 63 ]                        |  | Settimana 32                  | Silkkii                       | Jukka Poika                         | [ 64 ]                        |
| Settimana 33 (16 agosto)      | Silkkii                       | Jukka Poika                         | [ 65 ]                        |  | Settimana 33                  | Silkkii                       | Jukka Poika                         | [ 66 ]                        |
| Settimana 34 (23 agosto)      | Silkkii                       | Jukka Poika                         | [ 67 ]                        |  | Settimana 34                  | Silkkii                       | Jukka Poika                         | [ 68 ]                        |
| Settimana 35 (30 agosto)      | Sabotage                      | Chisu                               | [ 69 ]                        |  | Settimana 35                  | Sabotage                      | Chisu                               | [ 70 ]                        |
| Settimana 36 (6 settembre)    | Moves like Jagger             | Maroon 5 (feat. Christina Aguilera) | [ 71 ]                        |  | Settimana 36                  | Moves like Jagger             | Maroon 5 (feat. Christina Aguilera) | [ 72 ]                        |
| Settimana 37 (13 settembre)   | Moves like Jagger             | Maroon 5 (feat. Christina Aguilera) | [ 73 ]                        |  | Settimana 37                  | Moves like Jagger             | Maroon 5 (feat. Christina Aguilera) | [ 74 ]                        |
| Settimana 38 (20 settembre)   | Moves like Jagger             | Maroon 5 (feat. Christina Aguilera) | [ 75 ]                        |  | Settimana 38                  | Moves like Jagger             | Maroon 5 (feat. Christina Aguilera) | [ 76 ]                        |
| Settimana 39 (27 settembre)   | Moves like Jagger             | Maroon 5 (feat. Christina Aguilera) | [ 77 ]                        |  | Settimana 39                  | Moves like Jagger             | Maroon 5 (feat. Christina Aguilera) | [ 78 ]                        |
| Settimana 40 (4 ottobre)      | Moves like Jagger             | Maroon 5 (feat. Christina Aguilera) | [ 79 ]                        |  | Settimana 40                  | Moves like Jagger             | Maroon 5 (feat. Christina Aguilera) | [ 80 ]                        |
| Settimana 41 (11 ottobre)     | Moves like Jagger             | Maroon 5 (feat. Christina Aguilera) | [ 81 ]                        |  | Settimana 41                  | Moves like Jagger             | Maroon 5 (feat. Christina Aguilera) | [ 82 ]                        |
| Settimana 42 (18 ottobre)     | Sabotage                      | Chisu                               | [ 83 ]                        |  | Settimana 42                  | Sabotage                      | Chisu                               | [ 84 ]                        |
| Settimana 43 (25 ottobre)     | We Found Love                 | Rihanna (feat. Calvin Harris)       | [ 85 ]                        |  | Settimana 43                  | We Found Love                 | Rihanna (feat. Calvin Harris)       | [ 86 ]                        |
| Settimana 44 (1º novembre)    | We Found Love                 | Rihanna (feat. Calvin Harris)       | [ 87 ]                        |  | Settimana 44                  | We Found Love                 | Rihanna (feat. Calvin Harris)       | [ 88 ]                        |
| Settimana 45 (8 novembre)     | Pihtiote                      | Apulanta                            | [ 89 ]                        |  | Settimana 45                  | We Found Love                 | Rihanna (feat. Calvin Harris)       | [ 90 ]                        |
| Settimana 46 (15 novembre)    | Storytime                     | Nightwish                           | [ 91 ]                        |  | Settimana 46                  | Storytime                     | Nightwish                           | [ 92 ]                        |
| Settimana 47 (22 novembre)    | Storytime                     | Nightwish                           | [ 93 ]                        |  | Settimana 47                  | Storytime                     | Nightwish                           | [ 94 ]                        |
| Settimana 48 (29 novembre)    | Storytime                     | Nightwish                           | [ 95 ]                        |  | Settimana 48                  | Kohtalon oma                  | Chisu                               | [ 96 ]                        |
| Settimana 49 (6 dicembre)     | Storytime                     | Nightwish                           | [ 97 ]                        |  | Settimana 49                  | We Found Love                 | Rihanna (feat. Calvin Harris)       | [ 98 ]                        |
| Settimana 50 (13 dicembre)    | We Found Love                 | Rihanna (feat. Calvin Harris)       | [ 99 ]                        |  | Settimana 50                  | We Found Love                 | Rihanna (feat. Calvin Harris)       | [ 100 ]                       |
| Settimana 51 (20 dicembre)    | Kohtalon oma                  | Chisu                               | [ 101 ]                       |  | Settimana 51                  | Kohtalon oma                  | Chisu                               | [ 102 ]                       |
| Settimana 52 (27 dicembre)    | Someone like You              | Adele                               | [ 103 ]                       |  | Settimana 52                  | Someone Like You              | Adele                               | [ 104 ]                       |